# Stomacrustula
Stomacrustula is een mosdiertjesgeslacht uit de familie van de Fatkullinidae en de orde Cheilostomatida. Tot 2018 was de plaatsing van dit geslacht in een familie nog onzeker. De wetenschappelijke naam ervan is in 2012 voor het eerst geldig gepubliceerd door Winston & Hayward.

## Soorten
- Stomacrustula cruenta (Busk, 1854)
- Stomacrustula hincksi (Powell, 1968)
- Stomacrustula limbata (Lorenz, 1886)
- Stomacrustula pachystega (Kluge, 1929)
- Stomacrustula porosa (Androsova, 1958)
- Stomacrustula producta (Packard, 1863)
- Stomacrustula sinuosa (Busk, 1860)
- Stomacrustula tuberculata (Androsova, 1958)